# A New Constellation
A New Constellation is het vierde studioalbum van de Spaanse band Nahemah. Het werd uitgebracht in 2009 door Lifeforce Records.

## Tracklist
1. Much Us – 5:49
2. Absynthe – 4:38
3. Follow Me – 4:46
4. Reaching The Stars – 4:22
5. The Perfect Depth Of The Mermaids – 5:49
6. Air – 1:57
7. Under The Mourning Rays – 7:12
8. The Trip – 5:38
9. Smoke's Men – 5:17
10. Outer - 3:10